# كأس كولومبيا 2015
كأس كولومبيا 2015 (بالإسبانية: Copa Colombia 2015)‏ هو موسم من كأس كولومبيا. كان عدد الأندية المشاركة فيه 36، وفاز فيه أتلتيكو جونيور.